# Isis (muzička grupa)
Isis (IPA: , транскрибовано Ajsis) je bila muzička grupa iz Los Anđelesa, Kalifornija. Grupa je osnovana 1997. u Bostonu, Masačusets, a prestala je sa radom 2010. Sa grupama Neurosis i Godflesh vodi se kao osnivač muzičkog žanra post metal. Muzika grupe je karakteristična po teškom zvuku sa dugim numerama kod kojih je fokus na repetitivnosti i razvijanju osnovne muzičke teme. Grupa se razišla 2010, neposredno pred objavljivanje zajedničkog albuma sa grupom Melvins.

## Žanr
Članovi grupe navodili su Swans, Tool, Neurosis i Godflesh kao muzičare koji su uticali na njihov zvuk. Često se može sresti tvrdnja da su stariji radovi grupe, specifično materijal pre prvog studijskog albuma, imitacije grupe Neurosis, što je grupa i potvrdila. Novija izdanja, tačnije izdanja posle i zajedno sa albumom Oceanic, imaju imaju zvuk koji odstupa od ovog šablona.
Zvuk grupe često je markiran različitim žanrovima zbog svoje zvučne raznolikosti. Ajsis se po svojem zvuku može svrstati u post rok, progresivni metal, sladž metal, pa čak i u hardkor pank, čije vokalne elemente neretko pozajmljuje. Zbog zbrke nastale oko toga koji žanr je prikladan za ovaj sastav fanovi su osmislili naziv post metal, koji se zadržao i sada ga koriste mnoge grupe inspirisane zvukom koji je ova grupa stvorila; neke od ovih grupa su Pelican, Cult of Luna i Russian Circles.

## Diskografija

### Studijski albumi
- (2000)
- (2002)
- (2004)
- (2006)
- (2009)

### EP
- (1998)
- (1998)
- (1999)
- (1999)
- (2001)

### Singlovi
- (2008)
- (2008)

### Koncertni albumi
- (2004)
- (2004)
- (2005)
- (2006)
- (2009)
- (2012)

### Druga izdanja
- (2000)
- (2004)
- (2005)
- (2006)
- (2008)
- (2010)
- (2012)

## Spoljašnje veze
- - zvanična prezentacija